# Lachenwäldchen
Das Naturschutzgebiet Lachenwäldchen liegt im Landkreis Hildburghausen in Thüringen.
Das Gebiet erstreckt sich südöstlich von Gompertshausen und westlich von Gellershausen – beide Ortsteile der Stadt Heldburg. Westlich und nördlich des Gebietes verläuft die Kreisstraße K 503 und nordöstlich die Landesstraße L 2671. Nordöstlich liegt der Stausee Westhausen.

## Bedeutung
Das 45,8 ha große Gebiet mit der Kennung 136 wurde im Jahr 1961 unter Naturschutz gestellt.
In den Thüringer faunistischen Abhandlungen 2005 wurde festgestellt: Unter den festgestellten Arten sind insbesondere die Nachweise von Carabus arvensis, Tachys bistriatus, Pterostichus melas, Abax carinatus porcatus, Amphicyllis globiformis, Malthinus seriepunctatus, Malthinus glabellus, Eucnemis capucina, Dirhagus pygmaeus, Hylis olexai, Trachys fragariae, Trinodes hirtus, Airaphilus elongatus, Corticaria polypori, Dorcatoma robusta, Euheptaulacus villosus und Amphimallon atrum faunistisch und zoogeographisch bemerkenswert und begründen den hohen naturschutzfachlichen Wert des NSG.  Es gibt hier diesem Bericht zufolge 202 Käferarten.